# 大肉实树
大肉实树（学名：Sarcosperma arboreum）为山榄科肉实树属下的一个种。

## 扩展阅读
- 維基物種上的相關：大肉实树